# Смужник
Сму́жник (Ptiloprora) — рід горобцеподібних птахів родини медолюбових (Meliphagidae). Представники цього роду є ендеміками Нової Гвінеї.

## Види
Виділяють шість видів:
- Смужник сірий (Ptiloprora plumbea)
- Смужник жовтавий (Ptiloprora meekiana)
- Смужник рудобокий (Ptiloprora erythropleura)
- Смужник рудоспинний (Ptiloprora guisei)
- Смужник гірський (Ptiloprora mayri)
- Смужник великий (Ptiloprora perstriata)

## Етимологія
Наукова назва роду Ptiloprora походить від сполучення слів дав.-гр. πτιλον — перо і πρωρα — ніс корабля.